# Yaşar Yakış
Yaşar Yakış (Akçakoca, 1º agosto 1938 – Ankara, 26 giugno 2024) è stato un politico e diplomatico turco, ministro degli affari esteri dal 2002 al 2003.

## Biografia
Yaşar Yakış nacque ad Akçakoca il 1º agosto 1938. Nel 1962 si laureò in scienze politiche all'Università di Ankara.

### Carriera politica
Yaşar Yakış entrò a far parte del ministero turco degli affari esteri nel 1962, prestando servizio in diverse ambasciate e consolati turchi nel mondo (prima a Bruxelles, poi a Lagos e infine a Damasco). Frequentò inoltre il NATO Defense College a Roma,
Dal 1978 al 1988 ricoprì alcuni incarichi sempre all'interno del ministero degli affari esteri, questa volta rimanendo però in Turchia.
Nel 1988 fu nominato ambasciatore della Turchia a Riad, in Arabia Saudita, mentre nel 1995 divenne l'ambasciatore turco al Cairo, in Egitto.
Nel 1998 diventò il rappresentante permanente della Turchia presso l'Ufficio delle Nazioni Unite e di altre organizzazioni internazionali con sede a Vienna, rimanendo in tale posizione fino al 2000. Successivamente tenne lezioni di politica estera turca all'Università di Bilkent e presso l'Università di Hacettepe di Ankara fino al 2001. Oltre al turco, Yaşar Yakış parlava inglese, francese e arabo.
Nell'agosto 2001 divenne il responsabile degli affari esteri all'interno del Partito della Giustizia e dello Sviluppo. Candidatosi alle elezioni parlamentari del 2002, venne eletto deputato per la circoscrizione di Düzce, nel nord-ovest del Paese.
Sempre nel 2002 venne designato come trentanovesimo ministro degli affari esteri nel governo guidato da Abdullah Gül. Mantenne quest'incarico fino a quando il leader del partito AKP Recep Tayyip Erdoğan divenne primo ministro nel marzo 2003.
Rieletto alla Grande Assemblea Nazionale alle elezioni parlamentari del 2007, rimase in Parlamento fino al giugno 2011, non ricandidandosi alle elezioni dello stesso anno.

### Morte
Ritiratosi dalla vita politica, morì ad Ankara il 26 giugno 2024, all'età di 85 anni.